# Coenosia nigrimixta
Coenosia nigrimixta este o specie de muște din genul Coenosia, familia Muscidae, descrisă de Feng și Xue în anul 1998. Conform Catalogue of Life specia Coenosia nigrimixta nu are subspecii cunoscute.